# Hirado
Hirado (平戸市 Hirado-shi) é uma cidade japonesa localizada na província de Nagasaki.
Em 2003 a cidade tinha uma população estimada em 23 057 habitantes e uma densidade populacional de 136,65 h/km². Tem uma área total de 168,73 km².
Recebeu o estatuto de cidade de 1 de Janeiro de 1955.

## Cidades-irmãs
- Zentsuji, Japão
- Na'an, China (acordo de amizade)